# Mùa bão Bắc Ấn Độ Dương 2021
Mùa bão Bắc Ấn Độ Dương 2021 là một sự kiện diễn ra trong chu kỳ hình thành bão nhiệt đới hàng năm. Mùa bão ở Bắc Ấn Độ Dương không có giới hạn chính thức, nhưng các cơ bão có xu hướng hình thành từ tháng 4 đến tháng 12, với hai đỉnh điểm vào tháng 5 và tháng 11. Những ngày này thường phân định thời kỳ mỗi năm khi hầu hết các cơn bão nhiệt đới hình thành ở phía bắc Ấn Độ Dương.
Phạm vi của bài viết này được giới hạn ở Ấn Độ Dương ở Bắc bán cầu, phía đông của Sừng châu Phi và phía tây bán đảo Malay. Có hai vùng biển chính ở Bắc Ấn Độ Dương - Biển Ả Rập ở phía tây tiểu lục địa Ấn Độ, viết tắt ARB của Cục Khí tượng Ấn Độ (IMD); và Vịnh Bengal ở phía đông, viết tắt BOB bởi IMD.

## Mùa bão và tên bão

### Tổng quan mùa bão
Đây là bảng tất cả các cơn bão trong mùa bão năm 2021 ở Bắc Ấn Độ Dương. Nó đề cập đến tất cả các cơn bão của mùa và tên, thời gian, cường độ cực đại của chúng (theo thang bão IMD), thiệt hại và tổng số tử vong. Tổng thiệt hại và tử vong bao gồm thiệt hại và tử vong gây ra khi cơn bão đó là sóng tiền thân hoặc thấp ngoài hành tinh, và tất cả các con số thiệt hại là vào năm 2020 USD.
| Tên bão                        | Thời gian hoạt động       | Cấp độ cao nhất        | Sức gió duy trì    | Áp suất               | Khu vực tác động | Tổn thất (USD) | Số người chết | Tham khảo |
| ------------------------------ | ------------------------- | ---------------------- | ------------------ | --------------------- | --- | -------------- | ------------- | --------- |
| BOB 01                         | 02 – 03 tháng 4           | Áp thấp nhiệt đới      | 45 km/h (30 mph)   | 1000 hPa (29.53 inHg) | Quần đảo Andaman và Nicobar, Myanmar                                                                                           | None           | 0             |           |
| Tauktae                        | 14 – 20 tháng 5           | Bão xoáy cực kỳ dữ dội | 185 km/h (115 mph) | 950 hPa (28.05 inHg)  | Delhi, Maharashtra, Karnataka, Kerala, Goa, Lakshadweep, Maldives, Rajasthan, Sindh, Sri Lanka, Tây Ấn Độ                      | $2,1 tỷ        | 174           |           |
| Yaas                           | 23 – 30 tháng 5           | Bão xoáy rất dữ dội    | 140 km/h (85 mph)  | 970 hPa (28.64 inHg)  | Quần đảo Andaman và Nicobar, Bangladesh, Đông Ấn Độ, Nepal, Uttar Pradesh                                                      | $2,84 tỷ       | 20            |           |
| BOB 03                         | 10 – 13 tháng 9           | Áp thấp sâu            | 55 km/h (35 mph)   | 990 hPa (29.23 inHg)  | Chhattisgarh, Odisha, Madhya Pradesh, Tây Bengal                                                                               | None           | 2             |           |
| Gulab-Shaheen                  | 23 tháng 9 – 05 tháng 10  | Bão xoáy dữ dội        | 110 km/h (70 mph)  | 986 hPa (29.12 inHg)  | Andhra Pradesh, Chhattisgarh, Maharashtra, Odisha, Telangana, Gujarat, Sindh, Balochistan, Iran, Oman, Yemen, UAE, Ả Rập Xê Út | $369 triệu     | 34            |           |
| ARB 03                         | 04 – 11 tháng 11          | Áp thấp nhiệt đới      | 45 km/h (30 mph)   | 1002 hPa (29.58 inHg) | Lakshadweep | None           | 0             |           |
| BOB 05                         | 07 – 13 tháng 11          | Áp thấp nhiệt đới      | 45 km/h (30 mph)   | 1000 hPa (29.53 inHg) | Andhra Pradesh, Tamil Nadu, Kerala, Sri Lanka                                                                                  | Không xác định | 41            |           |
| BOB 06                         | 13 – 20 tháng 11          | Áp thấp nhiệt đới      | 45 km/h (30 mph)   | 1002 hPa (29.58 inHg) | Andhra Pradesh, Tamil Nadu | None           | 0             |           |
| Jawad                          | 28 tháng 11 – 06 tháng 12 | Bão xoáy               | 75 km/h (45 mph)   | 999 hPa (29.50 inHg)  | Quần đảo Andaman và Nicobar, Andhra Pradesh                                                                                    | Không xác định | 2             |           |
| Tổng tỷ số mùa bão             |                           |                        |                    |                       | |                |               |           |
| 9 Hệ thống (Tauktae mạnh nhất) | 02 tháng 4 - 06 tháng 12  |                        | 185 km/h (115 mph) | 910 hPa (26.87 inHg)  | | $5,31 tỷ       | 271           |           |

Ghi chú
1. ↑  Khi bão Gulab đổ bộ và tan trên Ấn Độ, tàn dư của bão kéo dài gần ra biển đã mạnh lên áp thấp ARB 02 rồi mạnh thành bão Shaheen khi qua Biển Ả Rập.

### Tên bão
Trong khu vực này, một cơn bão nhiệt đới được gán tên khi nó được đánh giá là đã đạt cường độ 65 km/h (40 mph). Các tên được chọn bởi các thành viên của bảng ESCAP / WMO trên Bão nhiệt đới từ năm 2000 đến tháng 5 năm 2004, trước khi Trung tâm Khí tượng Chuyên ngành Khu vực ở New Delhi bắt đầu gán tên vào tháng 9 năm 2004. Không có tên cố định của cơn bão nhiệt đới trong khu vực này, Danh sách tên chỉ được lên lịch để sử dụng một lần trước khi danh sách tên mới được lập. Nếu một cơn bão nhiệt đới có tên di chuyển vào khu vực từ Tây Thái Bình Dương, thì nó sẽ giữ lại tên ban đầu của nó. Tám tên tiếp theo trong mùa bão Bắc Ấn Độ Dương được liệt kê dưới đây.
| Tên bão | Tên bão              | Tên bão                | Tên bão                |
| ------- | -------------------- | ---------------------- | ---------------------- |
| Tauktae | Yaas                 | Gulab-Shaheen          | Gulab-Shaheen          |
| Jawad   | Asani (chưa sử dụng) | Sitrang (chưa sử dụng) | Mandous (chưa sử dụng) |